# Parlamentní volby v Bulharsku 1882
Parlamentní volby v Bulharsku 1882 se konaly na podzim roku 1882. Byly to první volby od pozastavení platnosti bulharské ústavy Druhým velkým národním shromážděním dne 13. července 1881. V rámci pozměňovacích návrhů byl tehdy počet mandátů v parlamentu snížen z 307 na 47. 
Liberální strana bojkotovala volby na protest proti nespravedlivým volbám v předchozím roce. Důsledkem bylo úplné vítězství konzervatistů. Parlament se sešel 10. prosince 1882. Potíže se zahraniční a domácí politikou (týkaly se například výstavby železnic) vedly knížete Alexandra I. Bulharského a shromáždění k protiruským projevům a následně k obnovení platnosti staré, první bulharské ústavy. Ta byla obnovena 6. září 1883.
Ruský vliv na Bulharské knížectví byl potlačen a Dragan Cankov (politik za Liberální stranu) byl pověřen sestavením koaliční vlády, kterou měli tvořit konzervatisté i liberálové. Byly vyhlášeny nové volby na rok 1884.